# Didazoonidae
Didazoonidae là một họ của lớp Vetulicolida trong ngành Vetulicolia chứa các loài Didazoon haoae và Pomatrum ventralis. Hóa thạch của chúng là từ Đá phiến Maotianshan kỷ Cambri Lagerstätte.